# Yngve Forssells orkester
Yngve Forssells orkester, känd som Yngves, var en dansorkester i Skellefteå under ledning av musikläraren och dragspelaren Olof Yngve Forssell (1926-2009). Orkestern var aktiv från 1946 till 1982.

## Historik
År 1945 startade Yngve Forssell, tillsammans med Dan Boström, Sigge Stenlund och Arne Holmqvist, dansorkestern Yngves Svänggäng, som senare bytte till Yngve Forssells orkester. Forssell själv spelade förutom dragspel även bas, och trumpet (vilket han lärt sig genom korrespondenskurser), men var framförallt orkesterns kapellmästare. Repertoaren utgjordes till en början framförallt av jazz men övergick så småningom mer åt populärmusik.
Sin största framgång hade man 1973 med svensktoppsettan Så gick det till när farfar var ung med sångerskan Ann-Kristin Hedmark . Låten hette ursprungligen Joey Moroney, hade skrivits av Gerry Madigan, och inspelats av The Cotton Mill Boys 1969, men genom Bo Rehnberg (på skrivan anges E. Boberg) fått svensk text. Även låten på skivans andra sida tog sig in på Svensktoppen, dock med en blygsammare placering. Den låten hette Mama Lou, och var även den en utländsk låt med svensk text. I det fallet hade originalet skrivits av Jimmy Bilsbury och Les Humphries, framförts av Les Humphries Singers (då med titeln stavad som Mama Loo) och den svenska texten skrivits av Åke Strömmer (på den svenska skivan anges som låtskrivare endast Les Humphries och Åke Strömmer).
Genom åren samarbetade orkestern också med artister som Jerry Williams, Emile Ford, Bernt Dahlbäck, Gunnar Wiklund, Carli Tornehave, Jörgen Edman med flera. 
Orkestern medverkade bland annat i melodiradion, radiosändningar som "Lördagsdansen", samt inspelningar av "Nygammalt" och turnerade riksomfattande.. 
Yngve Forssell slutade turnera med gruppen 1977, då hans son Tommy tog över musikledarskapet. Forssell fortsatte då med de administrativa sysslorna. Gruppen lades ner 1983, men hade även efter det en del återföreningar.

## Orkestermedlemmar

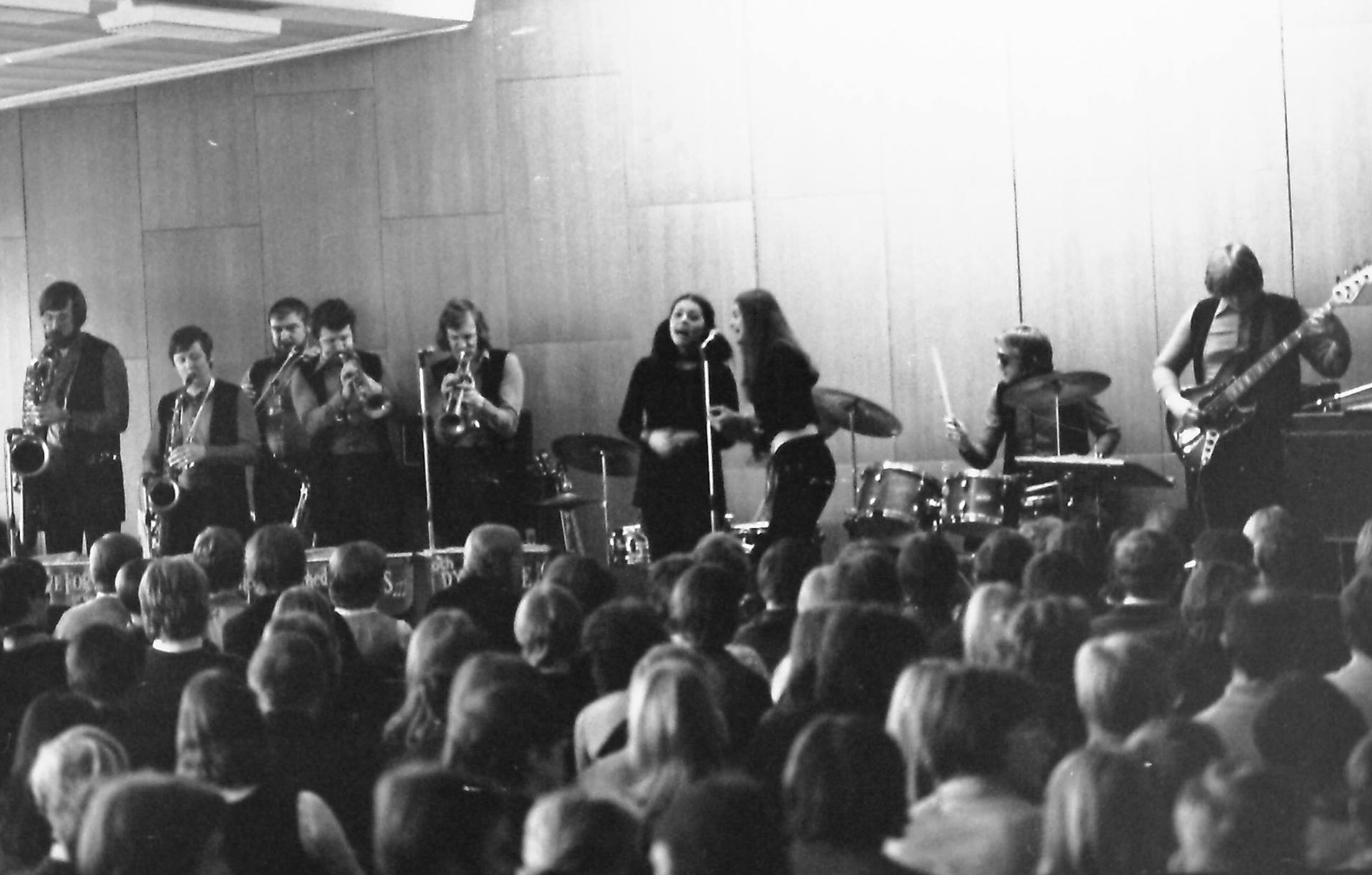
Poporkestern Yngves på 1970-talet i Skellefteå, troligen Balderskolans aula. Fr v Per-Olof "P-O" Johansson, Sten-Olov Granberg, Yngve Forssell, Paul "Palle" Lindberg, Philip Minton, Elizabeth "Liz" Lundberg, Anki Hedmark, Svante Bergman, Tommy Forssell.

Sammanlagt har runt 40 personer spelat i orkestern. Det som till en början bestod av lokala musiker från Skelleftetrakten, fylldes sedermera på med musiker från såväl andra delar av landet som världen. 

### Yngves 1956
- Yngve Forssell - kapellmästare, dragspel
- Gösta Petersson - trumpet
- Olle Markström - altsax
- Allan Åberg - tenorsax
- Gust-Ola Brännström - barytonsax
- Harry Stenlund - elgitarr
- Sigge Stenlind - kontrabas
- Andrew Källmark - trummor

### Yngves 1965[7]
- Yngve Forssell - kapellmästare, elbas
- Karl-Erik "Charlie" Granberg - trummor
- Sten-Olof "Lillen" Granberg - tenor- och altsaxofon
- Rolf Pettersson - tenor- och barytonsax
- Rolf "Putte" Sandström - trumpet
- Leif Nyberg - orgel
- Harry Stenlund - elgitarr
- Ann-Kristin Hedmark - vokalist
- Roger Johnsson - sång[9]

### Yngves innan 1975
- Svante Bergman - trummor 1969-1974[10]
- Allan Lundström (Piteå) - tenorsaxofon 1967-1970[11]
- Ann-Kristin Hedmark - sång
- Elizabeth "Liz" Lundberg - sång 1970[12]
- Roger Johnsson - sång
- Paul Lindberg (Piteå) - trumpet
- Per-Olof Johansson - blås

### Yngves 1973[10]
- Yngve Forssell - kapellmästare
- Tommy Forssell - elbas
- Göran Wilén - gitarr, sång
- Sten-Olof Granberg - tenorsaxofon, flöjt
- Svante Bergman - trummor
- Gunnar Gunrup - trumpet
- Philip Minton - trumpet
- Kent Larsson - orgel, elpiano, sång
- Ann-Kristin Hedmark - sång
- Elisabeth Lundberg - sång

### Yngves 1975
- Yngve Forssell
- Tommy Forssell
- Elisabeth Lundberg
- Sven-Erik Johansson, trummor 1974-
- Kent Larsson
- Göran Selmerborn
- Newman Alexander
- Göran Wilén

### Yngves 1979/80[10]
- Tommy Forssell
- Göran Selmerborn
- Per Sundström
- Per Fjällström
- Tayfun Sagesen
- Mikael Renström
- Thor-Björn Bohman
- Catrine Enqvist
- Jan Wennström

## Diskografi

### Singlar
- Larry Dean 1970
- Så gick det till när farfar var ung/Mama Lou Decca F44585 1973
- Gamla vänner från förr/Kom ner Decca F44588 1974
- Kallmera Decca F44597 1977
- Leva loppan i Landskrona 1978 (som Anki Nilsson med Yngve Forssells orkester)
- Dansen går på Jubelstadt i glada Hudik 1978

### Album
- Yngve Forssells Orkester 1974
- På Lorry med Yngve Forssells Orkester 1975
- Med dej i mina armar 1976
- The House of the Rising Sun 1977

### Fotnoter
1. ↑  norran.se - Känd dansbandsikon borta Arkiverad 20 december 2009 hämtat från the Wayback Machine.
2. ↑  Svensktoppen - 1973
3. ↑  https://rogerlindqvist.blogg.se/2010/march/yngve-forssells-pa-svensktoppen.html
4. ↑  https://secondhandsongs.com/performance/855378
5. ↑  https://www.discogs.com/Yngve-Forss%C3%A9lls-Ork-S%C3%A5-Gick-Det-Till-N%C3%A4r-Farfar-Var-Ung/master/985312
6. ↑  Norra Västerbotten den 1 november 1963
7. 1 2  Yngve Forssells ska medverka i underhållningsprogram i TV. Norra Västerbotten 1965
8. ↑  Yngve Forssells medverkar i TV-program från Luleå. Norra Västerbotten den 23 februari 1968
9. ↑  Roger Johnson - ny stjärna i den forssellska orkestern. Piteåtidningen den 25 juni 1971.
10. 1 2 3  Roger Lindqvists blogg, september 2009
11. ↑  Ny man i Yngves. Norra Västerbotten den 24 november 1967.
12. ↑  "Liz" ny i Yngve Forssells. Norra Västerbotten den 22 augusti 1970.